# سواری (فیلم ۲۰۱۴)
سواری (به انگلیسی: Ride) فیلمی محصول سال ۲۰۱۴ و به کارگردانی هلن هانت است. در این فیلم بازیگرانی همچون هلن هانت، لوک ویلسون، برنتون توایتز، دیوید زایاس، لئونور وارلا، مایک وایت، جی هوگولی، کلوم کیت رنی ایفای نقش کرده‌اند.